# Duo pour flûte et violon
En musique, parmi les nombreux ensembles musicaux, le duo, qui est un ensemble de deux solistes, est le plus petit d’entre eux. Le duo pour flûte et violon est l’une de ces formations, et un certain nombre de compositeurs ont, dans le répertoire de la musique classique, écrit et publié des partitions pour le duo pour flûte et violon, depuis le XVIIIe siècle jusqu’à nos jours.

## Historique du duo pour flûte et violon
Au XVIIe siècle, sont composées de nombreuses œuvres qui ne sont pas destinées à des instruments spécifiques comme le violon, la flûte, ou le hautbois, mais qui sont en réalité des œuvres pour un ou plusieurs instruments de « dessus » (instrument aigu : violon, flûte traversière ou flûte à bec, hautbois, etc…) et la basse continue. Parmi les toutes premières fois où la flûte traversière est mise en valeur dans des compositions comme instrument soliste, on peut citer l’œuvre, datant de 1728, d’Antonio Vivaldi ; il s’agit des six concertos pour flûte, opus 10, écrits pour flûte, cordes et continuo. Quant au violon, on peut observer que c’est dans la même période que pour la flûte que le violon est mis en valeur dans des compositions comme instrument soliste ; on peut citer les œuvres, datant de 1725, de Pietro Locatelli, le concerto pour violon en la majeur, D.1.5, et le concerto pour violon en mi majeur, D.1.1. Et c’est vers 1730 que ces deux instruments, qui viennent d’être mis en lumière comme instruments solistes dans le genre du concerto, sont associés par des compositeurs, comme Georg Philipp Telemann, ou Joseph Bodin de Boismortier dans des pièces en duo pour flûte et violon.

## Liste de duos pour flûte et violon
Les œuvres présentées ici sont des pièces qui sont, stricto sensu, des duos pour flûte et violon, en ce que ces partitions ont été explicitement écrites pour ces deux instruments, et on ne trouve donc pas ici des œuvres écrites pour deux flûtes, des partitions qui peuvent être jouées en substituant un violon à l’une des deux flûtes. Les œuvres sont présentées dans l’ordre chronologique de l’année de naissance du compositeur ; les informations données sont : les prénoms et noms des compositeurs, leurs dates de naissance et de décès, leur nationalité, les titres des œuvres, leur référence de catalogage, la date de composition ou de publication des partitions ; ces références proviennent d'un dictionnaire de référence traitant de la musique et des musiciens.
- Né en 1681, Georg Philipp Telemann (1681-1767), compositeur allemand : Sonate pour flûte et violon, TWV 40:111, 1728.
- Né en 1687, Willem de Fesch (1687-1761), compositeur néerlandais : 30 Duos pour 2 flûtes, ou flûte et violon, ou 2 violons, Op.11, 1744.
- Né en 1695, André Chéron (1695-1766), compositeur français : Sonates en duo et en trio pour la flûte traversière et le violon, Op.2, 1729.
- Né en 1689, Joseph Bodin de Boismortier (1689-1755), compositeur français : 6 Sonates pour flûte et violon, Op.51, 1734.
- Né en 1702, Jean-Pierre Guignon (1702-1774), compositeur italien : 6 Sonates pour 2 violons, ou flûte et violon, Op.3, vers 1740.
- Né vers 1710, Toussaint Bordet (vers 1710-vers 1775), compositeur français : Recueil d'airs en duo, Livre 2.
- Né en 1714, Carl Philipp Emanuel Bach (1714-1788), compositeur allemand : Duo pour flûte et violon, H.598, 1748.
- Né vers 1717, Charles Joseph Torlez (vers 1717-1776), compositeur autrichien : 6 Duos concertants pour flûte et violon, Op.1, 1783.
- Né en 1724, Domenico Mancinelli (it) (1724-1804), compositeur italien : 8 Duets, Op.2, vers 1775.
- Né en 1731, Christian Cannabich (1731-1798). compositeur allemand : 6 Duos pour flûte et violon, Op.2, vers 1770.
- Né en 1733, Tomasso Giordani (1733-1806), compositeur italien : 6 Sonatas for 2 German Flutes, or a German Flute and Violin, Set 2.
- Né en 1739, Jean-Baptiste Vanhal (1739-1813), compositeur tchèque : Thème et 6 variations pour flûte et violon, vers 1780.
- Né en 1740, Ernest Louis Miller, connu également sous le nom de Krasinsky (1740-1811), compositeur polonais : Duos pour flûte et violon, Op.1, 3 et 4.
- Né en 1746, Giuseppe Maria Cambini (1746-1825), compositeur italien : 2 Potpourris pour flûte et violon, vers 1780.
- Né en 1750, Anton Stamitz (1750-1809), compositeur tchèque : 6 Duos for Flute and Violin, Book 4.
- Né en 1751, Bartolomeo Campagnoli (1751-1827), compositeur italien : 6 Duos pour flûte et violon, Op.2, vers 1800.
- Né en 1754, Franz Anton Hoffmeister (1754-1812), compositeur autrichien : Sonate pour Flûte et Violon en Do majeur, vers 1786 ; Duo pour Flûte et Violon en Sol majeur, vers 1790.
- Né en 1756, Alexander Reinagle (1756-1809), compositeur américain : 36 Airs pour 2 violons, ou flûte et violon, vers 1780.
- Né en 1757, Alessandro Rolla (1757-1841), compositeur italien : 3 Duos pour flûte et violon, BI 247, 251, 252, vers 1800 ; 3 Duos pour flûte et violon, BI 249, 253, 255, vers 1800.
- Né en 1757, Ignace Joseph Pleyel (1757-1831), compositeur d’origine autrichienne naturalisé français : 6 Duos pour 2 violons, ou 2 flûtes, ou flûte et violon, B.507-512, 1788.
- Né en 1759, François Devienne (1759-1803), compositeur français : 15 Duos en 3 séries pour flûte et violon.
- Né en 1762, Tebaldo Monzani (de) (1762-1839), compositeur italien : 12 Duettinos pour flûte et violon, Op.12, vers 1800.
- Né en 1764, Bernardo Lorenziti (en) (1764-1813), compositeur italien : 6 Duos pour flûte et violon, vers 1780.
- Né en 1764, Johan Peter Thraen (1764-1830), compositeur danois : 3 Duos, Op.8.
- Né vers 1774, Thomas Müller (né vers 1774), compositeur autrichien : 6 Duos pour flûte et violon, Op.9.
- Né en 1785, Antonín Bayer (ca) (1785-1824), compositeur autrichien : Favorit Walzer.
- Né en 1790, Georg Gerson (1790-1825), compositeur danois : Duo pour flûte et violon, G.3, vers 1810 ; Allegro pour flûte et violon, G.4, vers 1810.
- Né en 1795, Saverio Mercadante (1795-1870), compositeur italien : 3 Sonates pour 2 flûtes, ou flûte et violon, 1817 ; Fantaisie pour 2 flûtes, ou flûte et violon en sol majeur, 1818.
- Né vers 1800, George Henry Davidson (vers 1800-1875), compositeur anglais : 84 Duets for Treble Instruments.
- Né vers 1800, Anton André Jr. (né vers 1800), compositeur allemand : Summer-night Chimes, 1851.
- Né en 1802, Wilhelm Bernhard Molique (1802-1869), compositeur allemand : Duo concertant pour flûte et violon, Op.3, vers 1840.
- Né en 1809,  Ernest Depas (1809-1889), compositeur belge : 4 Duos pour flûte et violon concertants.
- Né en 1870, Paul Wetzger (1870-1937), compositeur allemand :  Avant et Retour, Op.32, 1900.
- Né en 1874, Henri Marteau (1874-1934), compositeur français : Divertimento pour flûte et violon, Op.43 No.1, 1931.
- Né en 1883, Walter Wilhelm Götze (1883-1961), compositeur allemand : Musikanten-Tanzbuch, 1937.
- Né en 1892, Werner Wehrli (de) Werner Wehrli (WIKI) (1892-1944), compositeur suisse : La Naissance du Christ, 10 Duos pour flûte et violon, Op.40, 1935.
- Né en 1901, Henri Sauguet (1901-1989), compositeur français : Un duo, pour flûte et violon, 1984.
- Né en 1928, Jay Sydeman (en) (né en 1928), compositeur américain : Conversations pour flûte et violon, 1990.
- Né en 1946, Hans-Jörg Brugger (né en 1946), musicien allemand : Wassermusik for Flute and Violin, 2006.
- Né en 1947, Michael Bruce Scherperel (né en 1947), musicien américain : River of Grass, 2004.
- Né en 1953, Jeff Manookian (né en 1953), compositeur américain : Diptyque, duo pour flûte et violon, 2019.